# Моторола 68008
Моторола 68008 је микропроцесор који је производила компанија Моторола у периоду од 1982. до 1996. године. У питању је верзија Моторола 68000 микропроцесора са 8-битном магистралом података, као и са мало скраћеном адресном магистралом. Убедљиво је најпознатији по томе што је уграђиван у рачунар Sinclair QL. 
Модел 68008, је лансиран на тржиште 1982. године да би се такмичио у сегменту јефтиних 8-битних рачунарских система. Његова предност у односу на оригиналну верзију 68000 микропроцесора је у томе што су конструктри могли користити знатно јефтиније 8-битне меморијске чипове. Због преполовљене ширине магистрале података, микропроцесор је у операцијама које се обраћају меморији у просеку за половину спорији од оригиналног модела 68000 при истој фреквенцији. Међутим, захваљујући већем радном такту и интерној 32-битној микропроцесорској архитектури, овај микропроцесор је постизао знатно боље резултате од својих 8-битних конкурената, што и јесте била његова циљна група.
Моторола 68008 је чип урађен технологијом HMOS и садржи око 70000 транзистора; Продавао се са брзинама такта од 8 и 10 MHz. 